# Espira-de-l'Agly
Espira-de-l'Agly  est une commune française située dans le nord-est du département des Pyrénées-Orientales, en région Occitanie. Sur le plan historique et culturel, la commune est dans le Roussillon, une ancienne province du royaume de France, qui a existé de 1659 jusqu'en 1790 et qui recouvrait les trois vigueries du Roussillon, du Conflent et de Cerdagne.
Exposée à un climat méditerranéen, elle est drainée par l'Agly et par divers autres petits cours d'eau. La commune possède un patrimoine naturel remarquable : un site Natura 2000 (les « Basses Corbières ») et deux zones naturelles d'intérêt écologique, faunistique et floristique.
Espira-de-l'Agly est une commune rurale qui compte 3 525 habitants en 2022, après avoir connu une forte hausse de la population depuis 1962. Elle est dans l'unité urbaine d'Espira-de-l'Agly et fait partie de l'aire d'attraction de Perpignan. Ses habitants sont appelés les Espiranencs ou  Espiranencques.

## Géographie

### Localisation
La commune d'Espira-de-l'Agly se trouve dans le département des Pyrénées-Orientales, en région Occitanie.
Elle se situe à 10 km à vol d'oiseau de Perpignan, préfecture du département, et à 3 km de Rivesaltes, bureau centralisateur du canton de la Vallée de l'Agly dont dépend la commune depuis 2015 pour les élections départementales.
La commune fait en outre partie du bassin de vie de Perpignan.
Les communes les plus proches sont : 
Peyrestortes (2,9 km), Rivesaltes (3,3 km), Baixas (3,7 km), Cases-de-Pène (4,0 km), Calce (7,0 km), Saint-Estève (7,1 km), Pia (7,8 km), Tautavel (8,4 km).
Sur le plan historique et culturel, Espira-de-l'Agly fait partie de l'ancienne province du royaume de France, le Roussillon, qui a existé de 1659 jusqu'à la création du département des Pyrénées-Orientales en 1790 et qui recouvrait les trois vigueries du Roussillon, du Conflent et de Cerdagne.

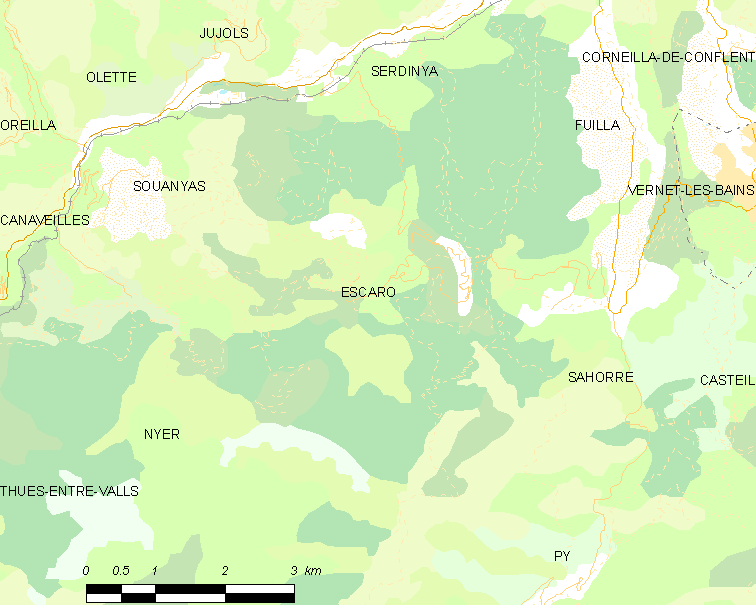
Situation de la commune.

Les communes limitrophes sont  Baixas, Cases-de-Pène, Peyrestortes, Rivesaltes, Salses-le-Château et Vingrau.
| Tautavel (par un quadripoint) | Vingrau          | Salses-le-Château |
| Cases-de-Pène                 | Espira-de-l'Agly | Rivesaltes        |
|                               | Baixas           | Peyrestortes      |

### Géologie et relief
Espira a un relief assez bas avec des vignes à perte de vue la commune compte un grand clocher identique a celui du village de Rivesaltes que nous pouvons apercevoir depuis 500 mètre
La commune est classée en zone de sismicité 3, correspondant à une sismicité modérée.

### Hydrographie
- L'Agly (Aglí en catalan), fleuve côtier qui se jette dans la mer Méditerranée[8].

### Climat
Pour des articles plus généraux, voir Climat de l'Occitanie et Climat des Pyrénées-Orientales.
En 2010, le climat de la commune est de type climat méditerranéen franc, selon une étude du CNRS s'appuyant sur une série de données couvrant la période 1971-2000. En 2020, Météo-France publie une typologie des climats de la France métropolitaine dans laquelle la commune est exposée à un climat méditerranéen et est dans la région climatique Provence, Languedoc-Roussillon, caractérisée par une pluviométrie faible en été, un très bon ensoleillement (2 600 h/an), un été chaud (21,5 °C), un air très sec en été, sec en toutes saisons, des vents forts (fréquence de 40 à 50 % de vents > 5 m/s) et peu de brouillards.
Pour la période 1971-2000, la température annuelle moyenne est de 15,1 °C, avec une amplitude thermique annuelle de 15,6 °C. Le cumul annuel moyen de précipitations est de 600 mm, avec 5,7 jours de précipitations en janvier et 2,7 jours en juillet. Pour la période 1991-2020, la température moyenne annuelle observée sur la station météorologique la plus proche, située sur la commune de Perpignan à 10 km à vol d'oiseau, est de 16,0 °C et le cumul annuel moyen de précipitations est de 578,3 mm,. Pour l'avenir, les paramètres climatiques de la commune estimés pour 2050 selon différents scénarios d’émission de gaz à effet de serre sont consultables sur un site dédié publié par Météo-France en novembre 2022.

### Milieux naturels et biodiversité

#### Réseau Natura 2000

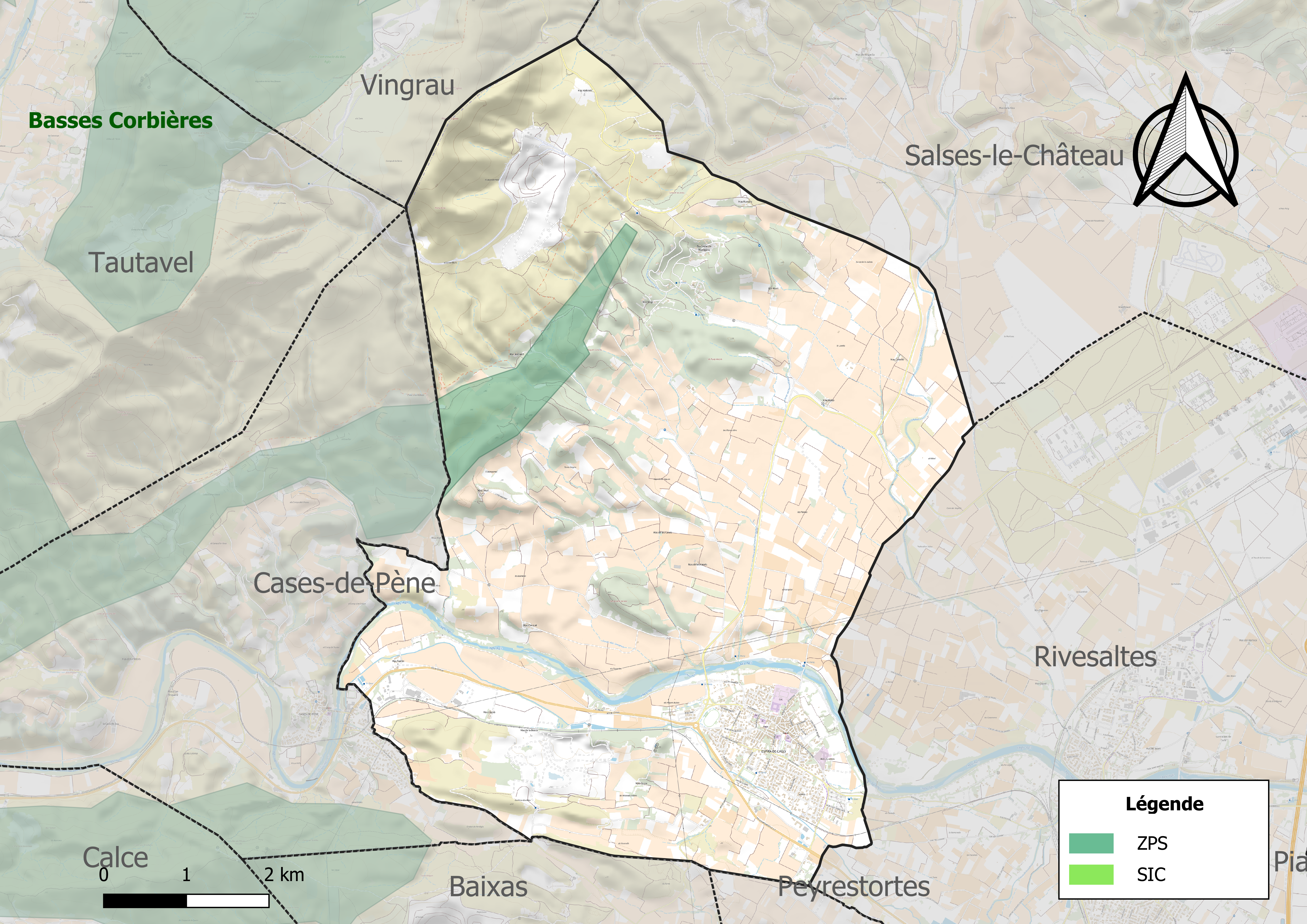
Sites Natura 2000 sur le territoire communal.

Le réseau Natura 2000 est un réseau écologique européen de sites naturels d'intérêt écologique élaboré à partir des directives habitats et oiseaux, constitué de zones spéciales de conservation (ZSC) et de zones de protection spéciale (ZPS).
Un site Natura 2000 a été défini sur la commune au titre  de la directive oiseaux : 0, d'une superficie de 29 495 ha, sont un site important pour la conservation des rapaces : l'Aigle de Bonelli, l'Aigle royal, le Grand-duc d’Europe, le Circaète Jean-le-Blanc, le Faucon pèlerin, le Busard cendré, l'Aigle botté.

#### Zones naturelles d'intérêt écologique, faunistique et floristique
L’inventaire des zones naturelles d'intérêt écologique, faunistique et floristique (ZNIEFF) a pour objectif de réaliser une couverture des zones les plus intéressantes sur le plan écologique, essentiellement dans la perspective d’améliorer la connaissance du patrimoine naturel national et de fournir aux différents décideurs un outil d’aide à la prise en compte de l’environnement dans l’aménagement du territoire.
Une ZNIEFF de type 1 est recensée sur la commune :
la « vallée de l'Agly » (164 ha), couvrant 5 communes du département et une ZNIEFF de type 2, : 
les « Corbières orientales » (30 263 ha), couvrant 19 communes dont 12 dans l'Aude et sept dans les Pyrénées-Orientales.

Carte des ZNIEFF de type 1 et 2 à Espira-de-l'Agly.
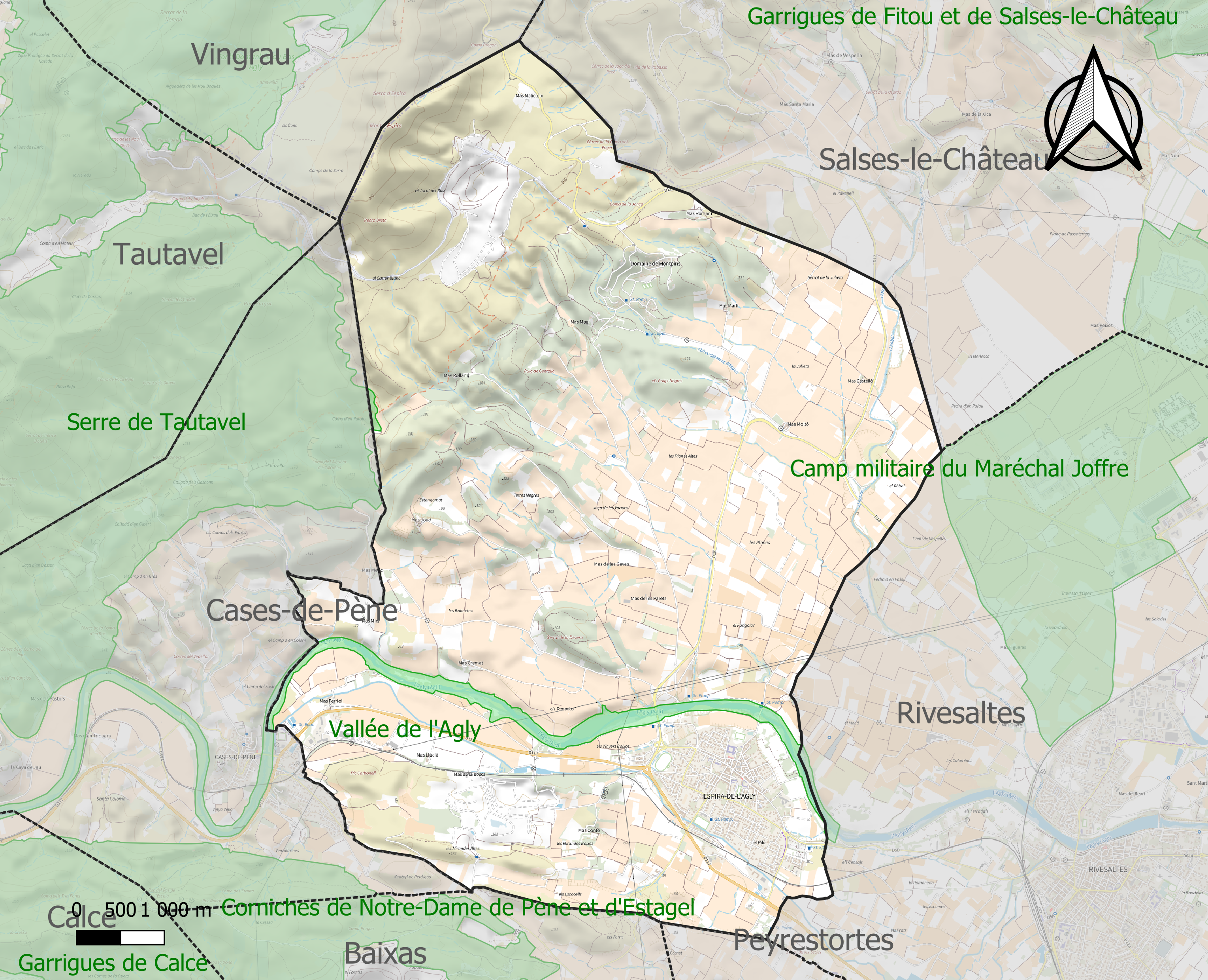
Carte de la ZNIEFF de type 1 sur la commune.
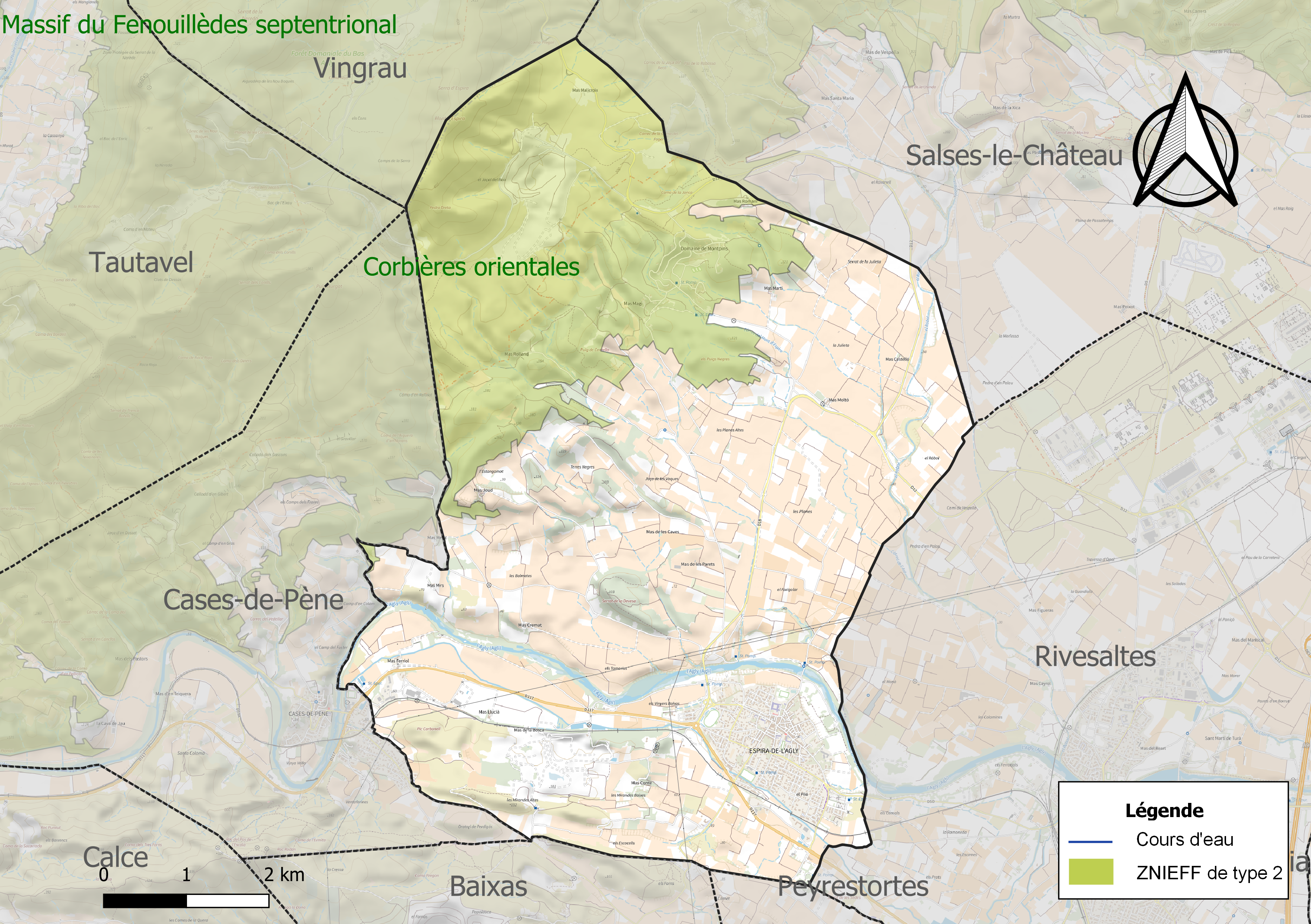
Carte de la ZNIEFF de type 2 sur la commune.

## Urbanisme

### Typologie
Au 1er janvier 2024, Espira-de-l'Agly est catégorisée bourg rural, selon la nouvelle grille communale de densité à sept niveaux définie par l'Insee en 2022.
Elle appartient à l'unité urbaine d'Espira-de-l'Agly, une unité urbaine monocommunale constituant une ville isolée,. Par ailleurs la commune fait partie de l'aire d'attraction de Perpignan, dont elle est une commune de la couronne,. Cette aire, qui regroupe 118 communes, est catégorisée dans les aires de 200 000 à moins de 700 000 habitants,.

### Occupation des sols
L'occupation des sols de la commune, telle qu'elle ressort de la base de données européenne d’occupation biophysique des sols Corine Land Cover (CLC), est marquée par l'importance des territoires agricoles (60,7 % en 2018), en diminution par rapport à 1990 (62,8 %). La répartition détaillée en 2018 est la suivante : 
cultures permanentes (52,2 %), milieux à végétation arbustive et/ou herbacée (18,7 %), forêts (10,7 %), zones agricoles hétérogènes (8,5 %), mines, décharges et chantiers (5 %), zones urbanisées (3,8 %), zones industrielles ou commerciales et réseaux de communication (1,1 %). L'évolution de l’occupation des sols de la commune et de ses infrastructures peut être observée sur les différentes représentations cartographiques du territoire : la carte de Cassini (XVIIIe siècle), la carte d'état-major (1820-1866) et les cartes ou photos aériennes de l'IGN pour la période actuelle (1950 à aujourd'hui).

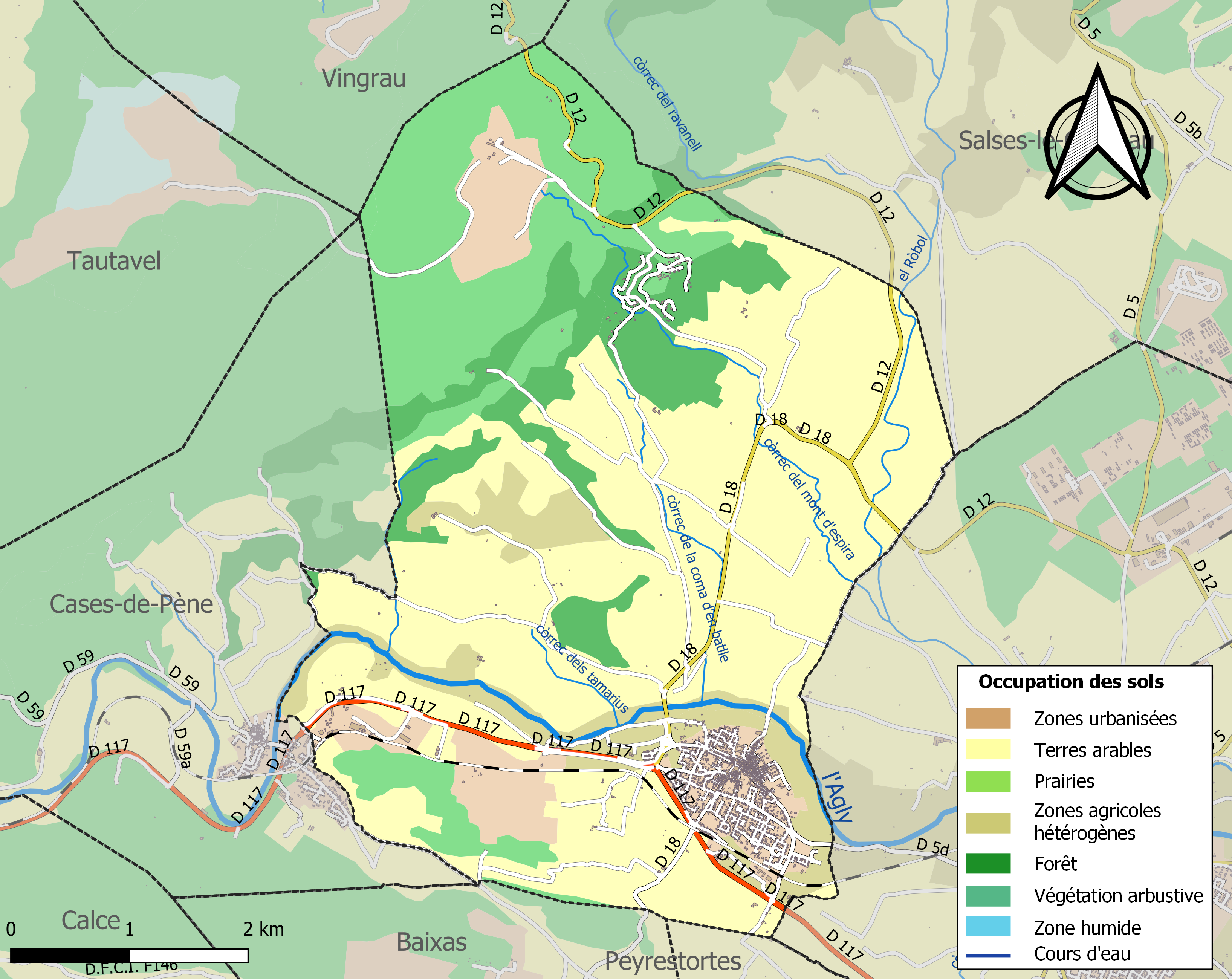
Carte des infrastructures et de l'occupation des sols de la commune en 2018 (CLC).

### Logement
En 2013, le nombre total de logements dans la commune était de 1 556.
Parmi ces logements, 85,6 % étaient des résidences principales, 4,1 % des résidences secondaires et 10,3 % des logements vacants.
La part des ménages propriétaires de leur résidence principale s’élevait à 64,7 %.

### Voies de communication et transports

#### Voies routières
il y a plusieurs voies routières comme la voie ferrée du petit train rouge un train touristique le pont a la sortie du côté de la rivière

ou beaucoup de sortie de vigne et de petite route

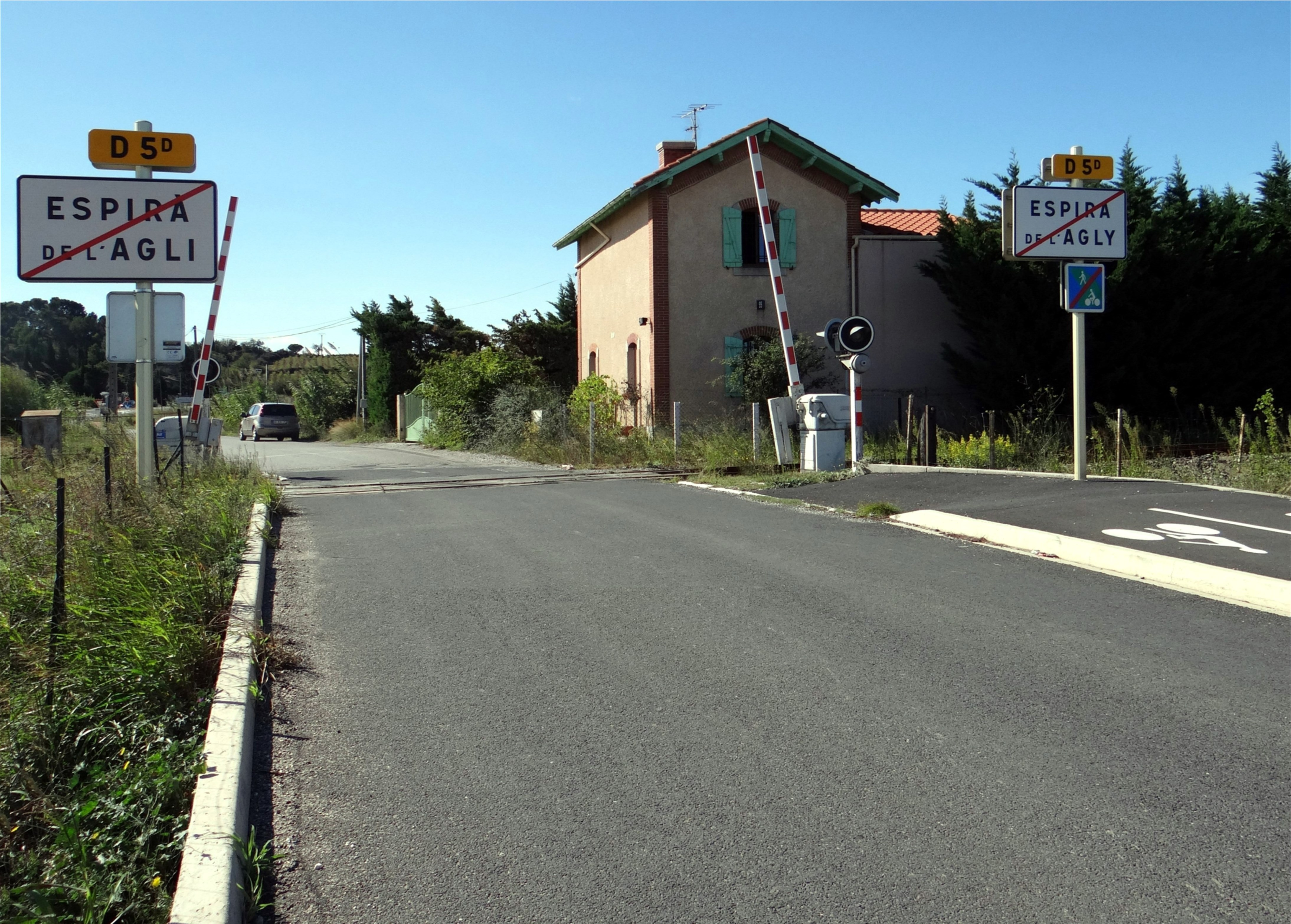
Passage à niveau de la ligne de train du pays Cathare et du Fenouillèdes, sur la RD 5D.

#### Voies ferroviaires
- Gare d'Espira-de-l'Agly[22].

#### Transports
La ligne 9 du réseau urbain Sankéo relie la commune au pôle d'échanges Languedoc situé à Perpignan via Rivesaltes. Il existe également une ligne 9 express et un service de Transport Sur Réservation Sankéo.

### Risques majeurs
Le territoire de la commune d'Espira-de-l'Agly est vulnérable à différents aléas naturels : inondations, climatiques (grand froid ou canicule), feux de forêts, mouvements de terrains et séisme (sismicité modérée). Il est également exposé à deux risques technologiques,  le transport de matières dangereuses et la rupture d'un barrage,.

#### Risques naturels
Certaines parties du territoire communal sont susceptibles d’être affectées par le risque d’inondation par crue torrentielle de cours d'eau du bassin de l'Agly.
Les mouvements de terrains susceptibles de se produire sur la commune sont soit des mouvements liés au retrait-gonflement des argiles, soit des glissements de terrains, soit des effondrements liés à des cavités souterraines. Une cartographie nationale de l'aléa retrait-gonflement des argiles permet de connaître les sols argileux ou marneux susceptibles vis-à-vis de ce phénomène. L'inventaire national des cavités souterraines permet par ailleurs de localiser celles situées sur la commune.
Ces risques naturels sont pris en compte dans l'aménagement du territoire de la commune par le biais d'un plan de prévention des risques inondations.

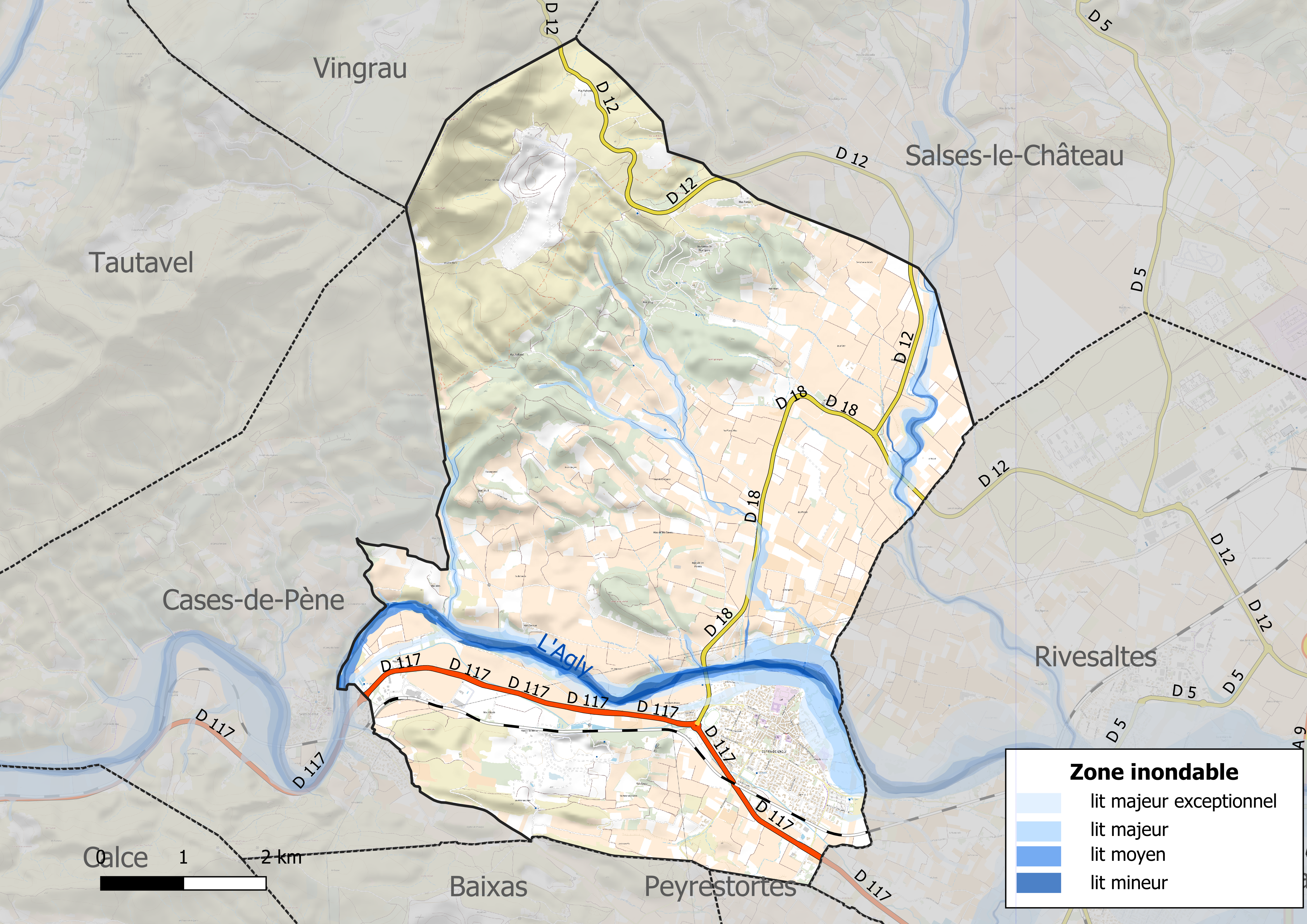
Carte des zones inondables.
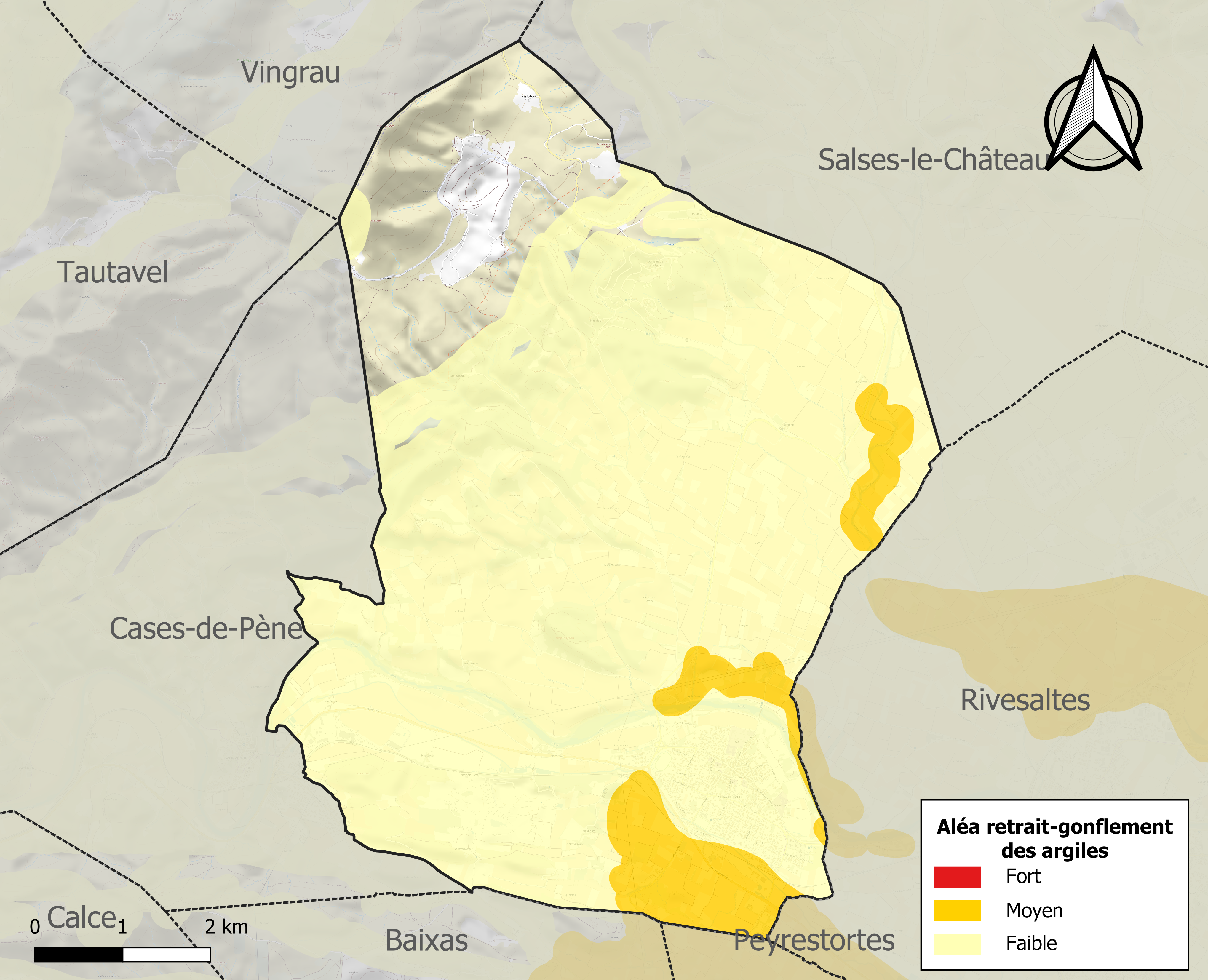
Carte des zones d'aléa retrait-gonflement des argiles.

#### Risques technologiques
Le risque de transport de matières dangereuses sur la commune est lié à sa traversée par une route à fort trafic. Un accident se produisant sur une telle infrastructure est en effet susceptible d’avoir des effets graves au bâti ou aux personnes jusqu’à 350 m, selon la nature du matériau transporté. Des dispositions d’urbanisme peuvent être préconisées en conséquence.
Dans le département des Pyrénées-Orientales, on dénombre sept grands barrages susceptibles d’occasionner des dégâts en cas de rupture. La commune fait partie des 66 communes susceptibles d’être touchées par l’onde de submersion consécutive à la rupture d’un de ces barrages, le barrage des Bouillouses sur la Têt, un ouvrage de 17,5 m de hauteur construit en 1910.

## Toponymie
En catalan, le nom de la commune est Espirà de l'Aglí.
Espira est mentionné en 1075 sous le nom d'Aspiranum.

## Histoire
Le 28 février 1876, Espira-de-l'Agly cède un morceau de territoire à la commune de Cases-de-Pène en échange d'un autre morceau qu'elle intègre à son propre territoire.

## Politique et administration

### Liste des maires
| Période   | Période                  | Identité                       | Étiquette   | Qualité                                                                                              |
| --------- | ------------------------ | ------------------------------ | ----------- | --- |
| 1791      | 1791                     | Bonaventure Farines            |             | |
| 1791      | 1793                     | François Castain               |             | |
| 1793      | 1800                     | Michel Sirac                   |             | |
| 1800      | 1815                     | Jean Fabre                     |             | |
| 1815      | 1815                     | Bonaventure Banet              |             | |
| 1815      | 1830                     | Jean Baptiste Joseph Duverney  |             | |
| 1830      | 1832                     | Bonaventure Farines            |             | |
| 1832      | 1833                     | Jean Fabre                     |             | |
| 1833      | 1838                     | Bonaventure Banet              |             | |
| 1838      | 1841                     | Laurent Farines                |             | |
| 1841      | 1847                     | Joseph Moliner                 |             | |
| 1847      | 1847                     | Joseph Vidal                   |             | |
| 1847      | 1848                     | Siméon Dangel                  |             | |
| 1848      | 1849                     | Pierre Baloy                   |             | |
| 1849      | 1850                     | Honoré Laborp                  |             | |
| 1850      | 1850                     | François Farines               |             | |
| 1850      | 1850                     | Adolphe Duverney               |             | |
| 1850      | 1852                     | Michel Champel                 |             | |
| 1852      | 1853                     | Antoine Chichet                |             | |
| 1853      | 1854                     | Joseph Vidal                   |             | |
| 1854      | 1856                     | André Normand-Holinier         |             | |
| 1856      | 1860                     | Honoré Labory                  |             | |
| 1860      | juillet 1870 (démission) | Henri (ou Philippe ?) Duverney |             | |
| 1871      | 1877                     | Pierre Farines-Jaupart         |             | |
| 1877      | 1877                     | Michel Ola                     |             | |
| 1877      | 1884                     | André Verges                   |             | |
| 1884      | 1904                     | Joseph Philip                  |             | |
| 1904      | 1912                     | Auguste Pagnon                 |             | |
| 1912      | 1919                     | Jean Teulière                  |             | |
| 1919      | 1925                     | Joseph Labory                  |             | |
| 1925      | 1949                     | Edmond Jaupart                 |             | Médecin                                                                                              |
| 1949      | 1953                     | Emmanuel Naurel                |             | |
| mai 1953  | mars 1965                | Edmond Jaupart                 |             | Médecin                                                                                              |
| mars 1965 | 1966                     | Antoine Piquemal               |             | |
| 1966      | mars 1983                | Jean Teulière                  |             | Docteur en médecine                                                                                  |
| mars 1983 | mars 1989                | Pierre Banyuls-Pouches         |             | |
| mars 1989 | mars 2014                | Gérard Bile                    | DVD         | Député suppléant d'Arlette Franco (2002 → 2007) Président de la Communauté de communes de Rivesaltes |
| mars 2014 | En cours                 | Philippe Fourcade,             | DVD puis SE | Chef d'entreprise                                                                                    |

## Population et société

### Démographie ancienne
La population est exprimée en nombre de feux (f) ou d'habitants (H).
| 1424 | 1515 | 1553 | 1643 | 1709 | 1720 | 1730 | 1755 | 1767  |
| ---- | ---- | ---- | ---- | ---- | ---- | ---- | ---- | ----- |
| 10 f | 18 f | 7 f  | 22 f | 66 f | 89 f | 78 f | 90 f | 317 H |

| 1774 | 1789 | 1790  | - | - | - | - | - | - |
| ---- | ---- | ----- | - | - | - | - | - | - |
| 78 f | 97 f | 507 H | - | - | - | - | - | - |

### Démographie contemporaine
L'évolution du nombre d'habitants est connue à travers les recensements de la population effectués dans la commune depuis 1793. Pour les communes de moins de 10 000 habitants, une enquête de recensement portant sur toute la population est réalisée tous les cinq ans, les populations de référence des années intermédiaires étant quant à elles estimées par interpolation ou extrapolation. Pour la commune, le premier recensement exhaustif entrant dans le cadre du nouveau dispositif a été réalisé en 2005.

En 2022, la commune comptait 3 525 habitants, en évolution de +2,32 % par rapport à 2016 (Pyrénées-Orientales : +3,92 %, France hors Mayotte : +2,11 %).
| 1793 | 1800 | 1806 | 1821 | 1831 | 1836 | 1841 | 1846 | 1851  |
| ---- | ---- | ---- | ---- | ---- | ---- | ---- | ---- | ----- |
| 432  | 604  | 646  | 819  | 925  | 975  | 904  | 971  | 1 010 |

| 1856  | 1861  | 1866  | 1872  | 1876  | 1881  | 1886  | 1891  | 1896  |
| ----- | ----- | ----- | ----- | ----- | ----- | ----- | ----- | ----- |
| 1 101 | 1 233 | 1 485 | 1 510 | 1 535 | 1 623 | 1 491 | 1 692 | 1 694 |

| 1901  | 1906  | 1911  | 1921  | 1926  | 1931  | 1936  | 1946  | 1954  |
| ----- | ----- | ----- | ----- | ----- | ----- | ----- | ----- | ----- |
| 1 698 | 1 547 | 1 583 | 1 427 | 1 421 | 1 395 | 1 313 | 1 340 | 1 543 |

| 1962  | 1968  | 1975  | 1982  | 1990  | 1999  | 2005  | 2006  | 2010  |
| ----- | ----- | ----- | ----- | ----- | ----- | ----- | ----- | ----- |
| 1 481 | 1 685 | 1 599 | 1 723 | 2 196 | 2 463 | 2 850 | 2 883 | 3 118 |

| 2015  | 2020  | 2022  | - | - | - | - | - | - |
| ----- | ----- | ----- | - | - | - | - | - | - |
| 3 420 | 3 489 | 3 525 | - | - | - | - | - | - |

| selon la population municipale des années : | 1968 | 1975 | 1982 | 1990 | 1999 | 2006 | 2009 | 2013 |
| Rang de la commune dans le département      | 34   | 34   | 42   | 34   | 38   | 35   | 33   | 34   |
| Nombre de communes du département           | 232  | 217  | 220  | 225  | 226  | 226  | 226  | 226  |

### Enseignement

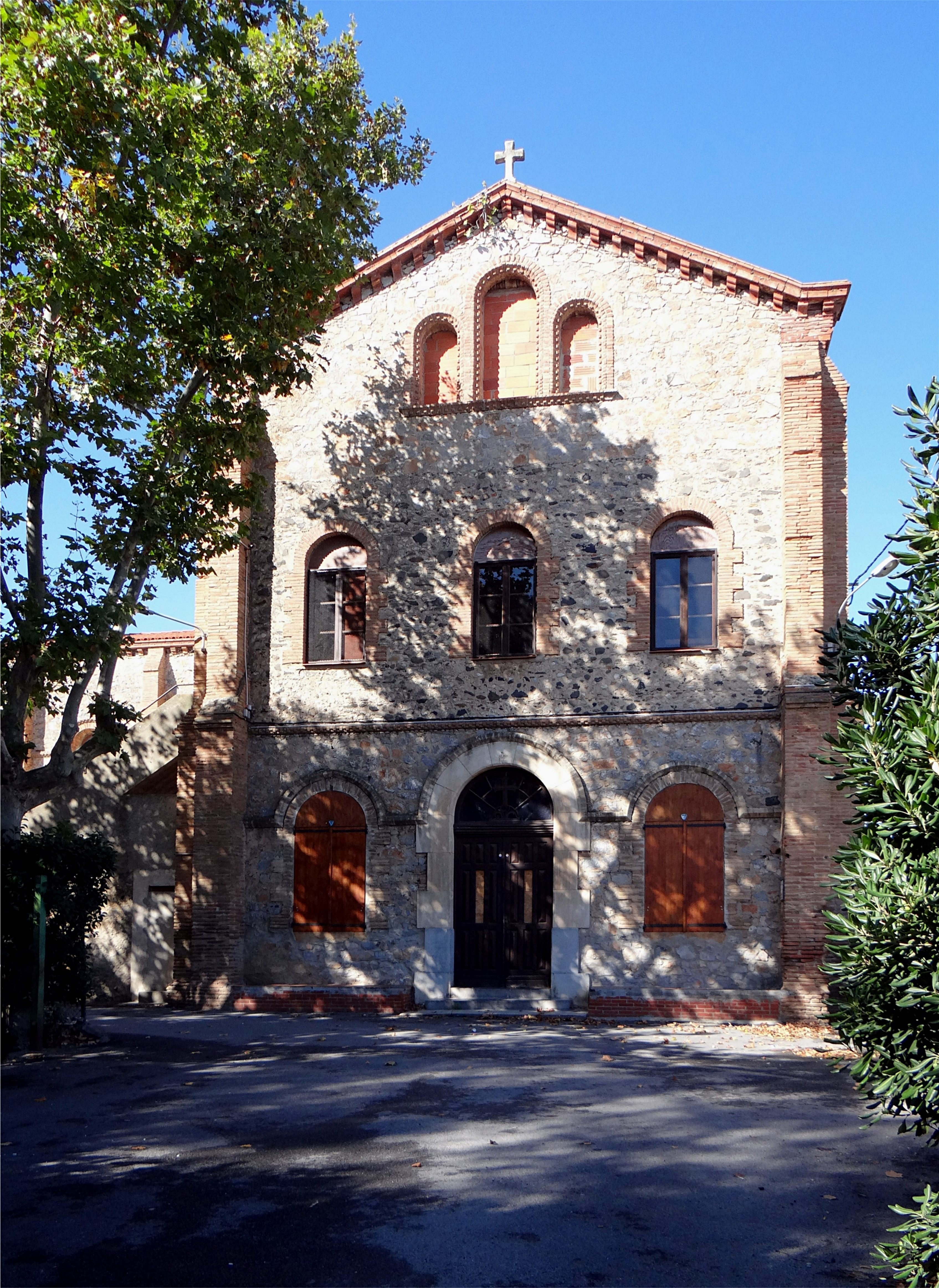
Entrée du collège Notre-Dame des Anges.

Espira-de-l'Agly dispose d'une école maternelle publique (114 élèves en 2013), d'une école primaire publique (196 élèves en 2013), d'une école primaire privée (219 élèves en 2013) et d'un collège privé.

### Manifestations culturelles et festivités
- Fête patronale et communale : 15 août[52].

### Sports
Rugby à XV
En 1968, l'Espira sporting club fusionne avec Le Baixas athletic club fondé en 1920, devenant l’ESC-BAC. À partir de 1985, l’ESC-BAC accueille l'association sportive de Peyrestortes et devient ESC-BAC-ASP.
- 1969 : l’ESC BAC remporte son premier titre de champion du comité du Roussillon, et participe au championnat de France de rugby à XV de 3e série.
- 1981 : l’ESC BAC est champion de France de rugby à XV de 1re série en battant le rugby club de Rillieux 16 à 11[53]
- 1990 : l’ESC BAC est champion de France de rugby à XV de 2e série en battant le Stade Bizanet 15 à 7.
- 2010 : l’ESC BAC ASP est champion de France de rugby à XV de 3e série en battant l’ASPTT Bordeaux 21 à 16[54]
- Malgré une défaite en 32e de finale du championnat de France Honneur 2014-2015, contre le Stade Maubourguet (14-22)[55] l'ESC BAC ASP gagne le droit de jouer la saison suivante en 3e division fédérale

## Économie

### Revenus
En 2018, la commune compte 1 367 ménages fiscaux, regroupant 3 353 personnes. La médiane du revenu disponible par unité de consommation est de 19 660 € (19 350 € dans le département). 42 % des ménages fiscaux sont imposés (42,1 % dans le département).

### Emploi
|                | 2008   | 2013   | 2018   |
| -------------- | ------ | ------ | ------ |
| Commune        | 8,6 %  | 13,9 % | 11,6 % |
| Département    | 10,3 % | 12,9 % | 13,3 % |
| France entière | 8,3 %  | 10 %   | 10 %   |

En 2018, la population âgée de 15 à 64 ans s'élève à 2 060 personnes, parmi lesquelles on compte 75,1 % d'actifs (63,4 % ayant un emploi et 11,6 % de chômeurs) et 24,9 % d'inactifs,. Depuis 2008, le taux de chômage communal (au sens du recensement) des 15-64 ans est inférieur à celui du département, mais supérieur à celui de la France.
La commune fait partie de la couronne de l'aire d'attraction de Perpignan, du fait qu'au moins 15 % des actifs travaillent dans le pôle,. Elle compte 564 emplois en 2018, contre 577 en 2013 et 516 en 2008. Le nombre d'actifs ayant un emploi résidant dans la commune est de 1 336, soit un indicateur de concentration d'emploi de 42,3 % et un taux d'activité parmi les 15 ans ou plus de 57,4 %.
Sur ces 1 336 actifs de 15 ans ou plus ayant un emploi, 288 travaillent dans la commune, soit 22 % des habitants. Pour se rendre au travail, 87,5 % des habitants utilisent un véhicule personnel ou de fonction à quatre roues, 1,6 % les transports en commun, 7,5 % s'y rendent en deux-roues, à vélo ou à pied et 3,4 % n'ont pas besoin de transport (travail au domicile).

### Activités hors agriculture

#### Secteurs d'activités
217 établissements sont implantés  à Espira-de-l'Agly au 31 décembre 2019. Le tableau ci-dessous en détaille le nombre par secteur d'activité et compare les ratios avec ceux du département,.
| Secteur d'activité                                                                                        | Commune | Commune | Département |
| Secteur d'activité                                                                                        | Nombre  | %       | %           |
| --- | ------- | ------- | ----------- |
| Ensemble                                                                                                  | 217     | 100 %   | (100 %)     |
| Industrie manufacturière, industries extractives et autres                                                | 35      | 16,1 %  | (8,7 %)     |
| Construction                                                                                              | 49      | 22,6 %  | (14,3 %)    |
| Commerce de gros et de détail, transports, hébergement et restauration                                    | 39      | 18 %    | (30,5 %)    |
| Information et communication                                                                              | 9       | 4,1 %   | (1,9 %)     |
| Activités financières et d'assurance                                                                      | 7       | 3,2 %   | (3 %)       |
| Activités immobilières                                                                                    | 10      | 4,6 %   | (6,2 %)     |
| Activités spécialisées, scientifiques et techniques et activités de services administratifs et de soutien | 22      | 10,1 %  | (13 %)      |
| Administration publique, enseignement, santé humaine et action sociale                                    | 26      | 12 %    | (13,9 %)    |
| Autres activités de services                                                                              | 20      | 9,2 %   | (8,5 %)     |

Le secteur de la construction est prépondérant sur la commune puisqu'il représente 22,6 % du nombre total d'établissements de la commune (49 sur les 217 entreprises implantées  à Espira-de-l'Agly), contre 14,3 % au niveau départemental.

#### Entreprises et commerces
Les cinq entreprises ayant leur siège social sur le territoire communal qui génèrent le plus de chiffre d'affaires en 2020 sont : 
- Freres Miguel Construction, construction de maisons individuelles (552 k€)
- SAS Jean Cayrol, travaux d'installation électrique dans tous locaux (181 k€)
- SEPT, travaux de terrassement courants et travaux préparatoires (163 k€)
- Health-I, autres activités informatiques (154 k€)
- Piquemal Energie, production d'électricité (140 k€)

### Agriculture
La commune est dans la « plaine du Roussillon », une petite région agricole occupant la bande côtière et une grande partie centrale du département des Pyrénées-Orientales. En 2020, l'orientation technico-économique de l'agriculture  sur la commune est la viticulture.
|               | 1988  | 2000  | 2010 | 2020 |
| ------------- | ----- | ----- | ---- | ---- |
| Exploitations | 152   | 94    | 56   | 55   |
| SAU (ha)      | 1 305 | 1 427 | 819  | 975  |

Le nombre d'exploitations agricoles en activité et ayant leur siège dans la commune est passé de 152 lors du recensement agricole de 1988  à 94 en 2000 puis à 56 en 2010 et enfin à 55 en 2020, soit une baisse de 64 % en 32 ans. Le même mouvement est observé à l'échelle du département qui a perdu pendant cette période 73 % de ses exploitations,. La surface agricole utilisée sur la commune a également diminué, passant de 1305 ha en 1988 à 975 ha en 2020. Parallèlement la surface agricole utilisée moyenne par exploitation a augmenté, passant de 9 à 18 ha.

## Culture locale et patrimoine

### Monuments et lieux touristiques

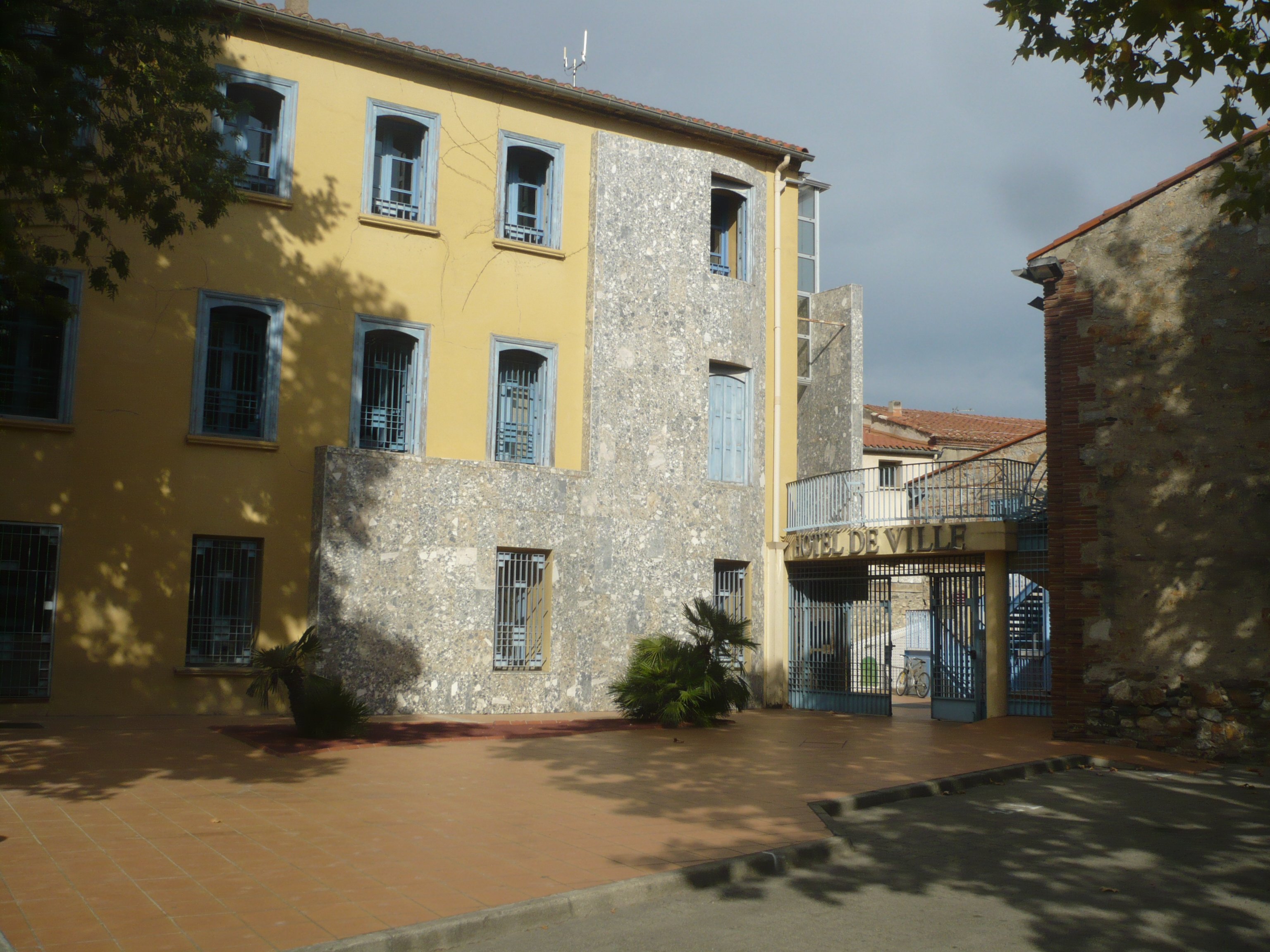
La mairie.

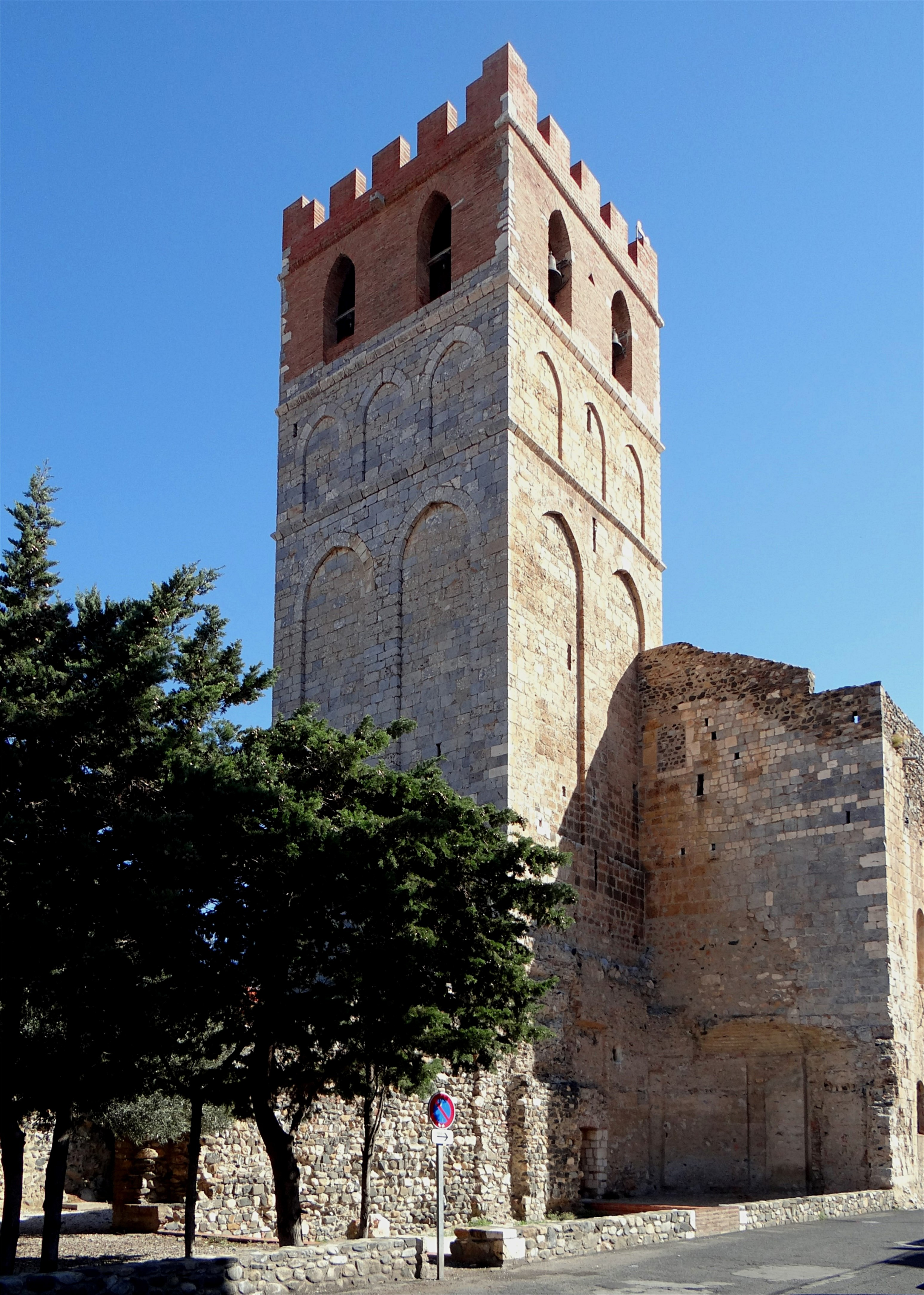
Église Sainte-Marie.

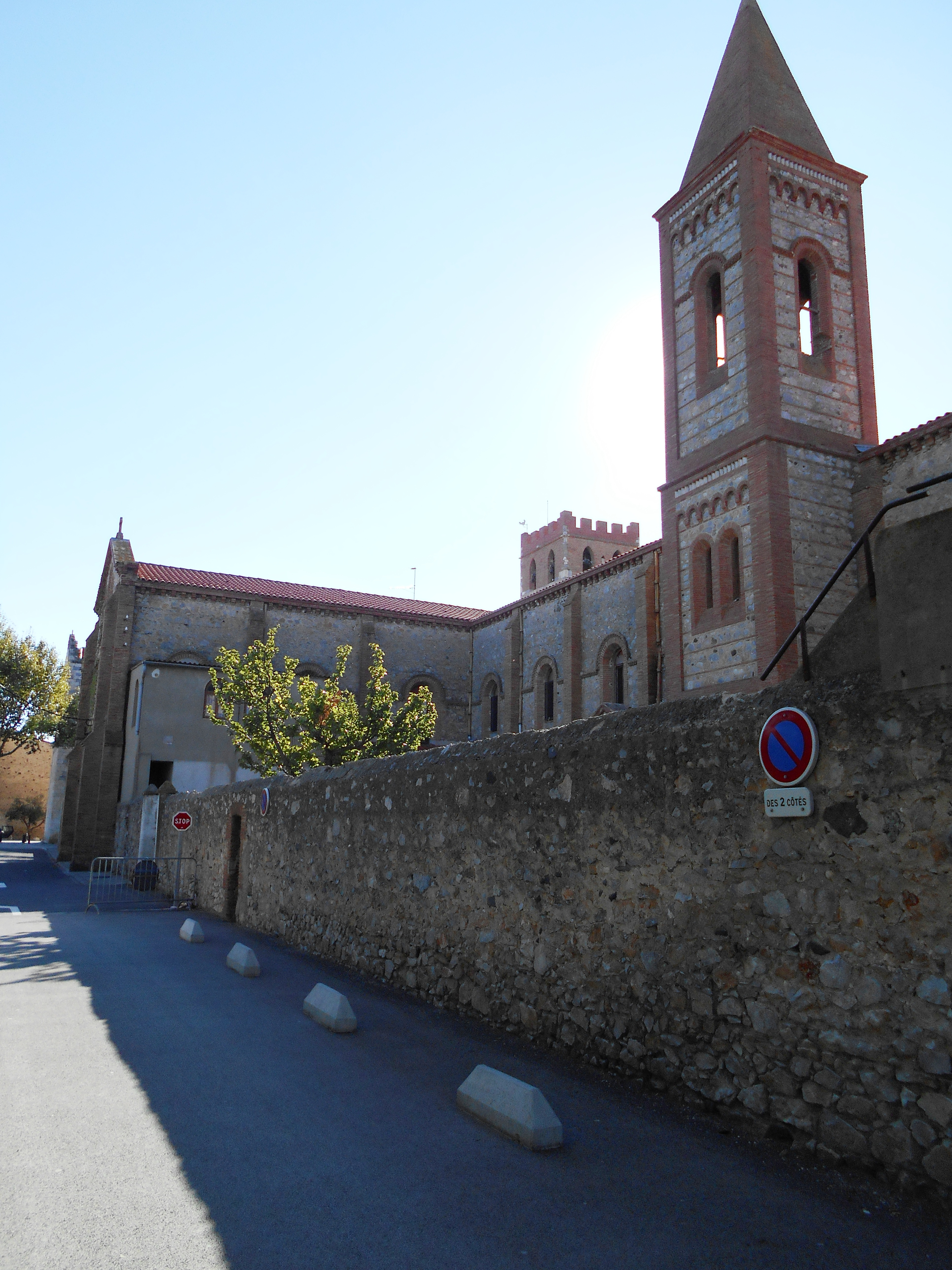
Chapelle Notre-Dame-des-Anges d'Espira-de-l'Agly. Institution Notre-Dame-des-Anges

- L'église Sainte-Marie, vaste église romane ayant des allures de forteresse, fut, au Moyen Âge, le siège d'un prieuré important. Aujourd'hui elle est l'église paroissiale d'Espira. L'édifice est un long vaisseau de forme rectangulaire possédant deux petites absides semi-circulaires du côté est, à l'opposé du maître-autel, lequel dut être inversé vers le XVIIe siècle. L'église est flanquée, du côté nord-ouest, d'un clocher roman carré doté d'arcatures lombardes. Le portail d'entrée, situé du côté sud, est doté de plusieurs chapiteaux et d'une archivolte sculptés. Le cloître roman a été démonté et vendu aux États-Unis : quelques éléments sont conservés au musée de Toledo (États-Unis). Du côté sud-ouest de l'édifice, près du clocher, on peut encore voir les traces de l'église primitive d'origine carolingienne. L'église Sainte-Marie d'Espira suit le même plan, et a souvent été comparée avec l'église Saint-André de Montbolo (Vallespir). L'édifice a été classé au titre des monuments historiques en 1886[61]. De nombreux objets sont référencés dans la base Palissy (voir les notices liées)[61].
- Le pont de l'Agly, ancien pont médiéval sur l'Agly, situé en amont d'Espira, dont il reste des vestiges assez importants ; on le date généralement du XIIe ou XIIIe siècle.
- L'ancien monastère d'une communauté de Trappistines du XIXe siècle, chapelle Notre-Dame-des-Anges d'Espira-de-l'Agly., aujourd'hui reconverti en collège privé[62].

### Personnalités liées à la commune
- Joan Cayrol i Obiols (1921-1981), poète et parolier, est né à Espira-de-l'Agly.
- René Durand, scénariste de bande dessinée français, né le 16 avril 1948 à Espira-de-l'Agly.

### Héraldique
| Blason de Espira-de-l'Agly | Blason  | D’azur à une ancre d’argent.                     |
| Blason de Espira-de-l'Agly | Détails | Le statut officiel du blason reste à déterminer. |